# Circondario di Ossola
Il circondario di Ossola, in seguito circondario di Domodossola, era uno dei circondari in cui era suddivisa la provincia di Novara. Il capoluogo era Domodossola.

## Storia
In seguito all'annessione della Lombardia dal Regno Lombardo-Veneto al Regno di Sardegna (1859), fu emanato il decreto Rattazzi, che riorganizzava la struttura amministrativa del Regno, suddiviso in province, a loro volta suddivise in circondari.
Il circondario di Ossola fu creato come suddivisione della provincia di Novara; il territorio corrispondeva a quello della soppressa provincia di Ossola del Regno di Sardegna, appartenuta alla divisione di Novara.
Con l'Unità d'Italia nel 1861 la suddivisione in province e circondari fu estesa all'intera Penisola, lasciando invariate le suddivisioni stabilite dal decreto Rattazzi.
Il circondario di Domodossola venne soppresso nel 1926 e il territorio assegnato al circondario di Novara.

## Suddivisione

Confini dei comuni del Circondario di Ossola al 1926. In blu i confini e i capoluoghi dei mandamenti.

Al momento della soppressione il Circondario era suddiviso in quattro mandamenti:
- Mandamento di Domodossola:

Domodossola, Antronapiana, Beura, Bognanco Dentro, Bognanco Fuori, Caddo, Cardezza, Crevoladossola, Masera, Montecrestese, Monte Ossolano, Montescheno, Pallanzeno, Preglia, Schieranco, Seppiana, Tappia, Trasquera, Trontano, Vagna, Varzo, Viganella, Villadossola.
- Mandamento di Crodo:

Crodo, Agaro, Baceno, Cravegna, Formazza, Mozzio, Premia, Salecchio, Viceno.
- Mandamento di Bannio:

Bannio, Anzino, Calasca, Castiglione d'Ossola, Ceppo Morelli, Cimamulera, Macugnaga, Piedimulera, Vanzone con San Carlo.
- Mandamento di Santa Maria Maggiore:

Santa Maria Maggiore e Crana, Albogno, Buttogno, Coimo, Craveggia, Dissimo, Druogno, Finero, Folsogno, Malesco, Olgia, Re, Toceno, Villette, Vocogno e Prestinone, Zornasco.